# Grus-Olle Persson

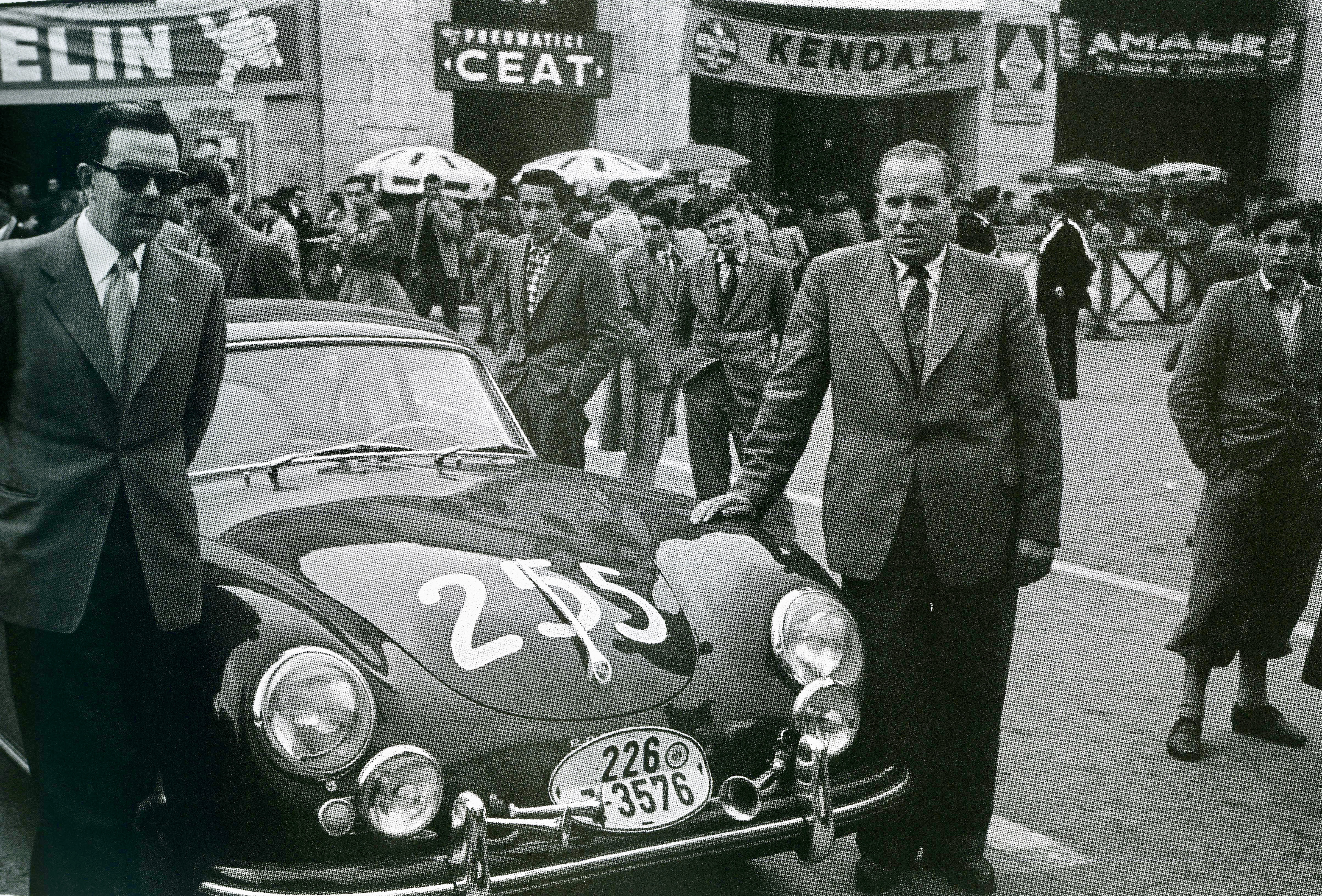
Olof Persson and his co driver Gunnar Blomquist, Mille Miglia 1956. Porsche 356 Carrera 1500GS

Olof Persson (känd som Grus-Olle), född 2 juni 1911 i Trollhättan, död 12 februari 1971 i Stockholm, var en av Sveriges mest framgångsrika racingförare under 1950-talet. 
Hans största framgång var klassegern i det klassiska italienska Mille Miglia 1956 i en Porsche 356 Carrera 1500GS. Grus-Olle vann även Midnattssolsrallyt 1952, även då i en Porsche modell 356.